# Оччимьяно
Оччимьяно (итал. Occimiano) — коммуна в Италии, располагается в регионе Пьемонт, в провинции Алессандрия.
Население составляет 1395 человек (2008 г.), плотность населения составляет 62 чел./км². Занимает площадь 22 км². Почтовый индекс — 15040. Телефонный код — 0142.
Покровителем коммуны почитается святой Валерий Сарагосский, празднование 22 января.

## Демография
Динамика населения:

## Администрация коммуны
- Официальный сайт: http://www.comune.occimiano.al.it Архивная копия от 5 августа 2006 на Wayback Machine